# Marco Pichlmayer
Marco Pichlmayer (ur. 27 lipca 1987 roku w Bad Aussee) – austriacki narciarz, specjalista kombinacji norweskiej, trzykrotny medalista mistrzostw świata juniorów oraz zwycięzca Pucharu Kontynentalnego.

## Kariera
Po raz pierwszy na arenie międzynarodowej Marco Pichlmayer pojawił się 18 stycznia 2003 roku, kiedy wystartował w zawodach FIS Race w Villach. Zajął wtedy 15. miejsce w konkursie rozgrywanym metodą Gundersena. W 2006 roku wystartował na mistrzostwach świata juniorów w Kranju, gdzie wraz z kolegami z reprezentacji zdobył srebrny medal w konkursie drużynowym. Indywidualnie był piąty w sprincie oraz dziesiąty w Gundersenie. Jeszcze lepiej wypadł rok później, podczas mistrzostw świata juniorów w Tarvisio, gdzie wywalczył złoty medal w sztafecie oraz srebrny w konkursie metodą Gundersena.
W Pucharze Świata zadebiutował 4 marca 2006 roku w Lahti, gdzie zajął 28. miejsce w Gundersenie. Tym samym w swoim debiucie od razu zdobył pucharowe punkty. W sezonie 2005/2006 wystartował jeszcze trzykrotnie i w klasyfikacji generalnej zajął 59. miejsce. Najlepsze wyniki w PŚ osiągnął w sezonie 2008/2009, w którym zajął 36. pozycję w klasyfikacji generalnej. Wtedy wystąpił na swojej pierwszej imprezie w kategorii seniorów - mistrzostwach świata w Libercu. W swoim jedynym starcie, konkursie metodą Gundersena na dużej skoczni zajął 18. miejsce.
Równocześnie ze startami w Pucharze Świata Pichlmayer startuje również w Pucharze Kontynentalnym. Odnosił tam większe sukcesy, między innymi zwyciężając w klasyfikacji generalnej sezonu 2007/2008. Ośmiokrotnie stawał na podium w tym sezonie, przy czym 13 stycznia w Libercu, 15 lutego w Iiyamie oraz 17 lutego 2008 roku w Hakubie zwyciężał.
W trakcie sezonu 2015/2016 ogłosił decyzję o zakończeniu kariery zawodniczej.

## Osiągnięcia

### Mistrzostwa świata
| Miejsce | Dzień     | Rok  | Miejscowość | Konkurencja           | Wynik zwycięzcy | Strata      | Zwycięzca   |
| ------- | --------- | ---- | ----------- | --------------------- | --------------- | ----------- | ----------- |
| 18.     | 28 lutego | 2009 | Liberec     | Gundersen HS134/10 km | 23:36.6 min     | +1:54.4 min | Bill Demong |

### Mistrzostwa świata juniorów
| Miejsce | Dzień    | Rok  | Miejscowość | Konkurencja           | Wynik zwycięzcy | Strata      | Zwycięzca        |
| ------- | -------- | ---- | ----------- | --------------------- | --------------- | ----------- | ---------------- |
| 10.     | 1 lutego | 2006 | Kranj       | Gundersen HS109/10 km | 29:59.9 min     | +2:00.4 min | François Braud   |
| 2.      | 3 lutego | 2006 | Kranj       | Sztafeta HS109/4x5    | 55:42.3 min     | +0.3 s      | Niemcy           |
| 5.      | 5 lutego | 2006 | Kranj       | Sprint HS109/5 km     | 13:06.3 min     | +29.8 s     | Tom Beetz        |
| 2.      | 14 marca | 2007 | Tarvisio    | Gundersen HS109/10 km | 33:26.7 min     | +2:24.9 min | Anssi Koivuranta |
| 1.      | 16 marca | 2007 | Tarvisio    | Sztafeta HS109/4x5 km | 1:05:35.0 h     | -           | -                |
| 7.      | 18 marca | 2007 | Tarvisio    | Sprint HS109/5 km     | 15:01.3 min     | +46.2 s     | Eric Frenzel     |

### Puchar Świata

#### Miejsca w klasyfikacji generalnej
- sezon 2005/2006: 59.
- sezon 2006/2007: 52.
- sezon 2007/2008: 41.
- sezon 2008/2009: 36.
- sezon 2009/2010: 44.
- sezon 2010/2011: 52.
- sezon 2011/2012: 46.
- sezon 2012/2013: 61.
- sezon 2013/2014: 53.
- sezon 2014/2015: nie brał udziału
- sezon 2015/2016: niesklasyfikowany

#### Miejsca na podium chronologicznie
Pichlmayer nie stał na podium indywidualnych zawodów Pucharu Świata.

### Puchar Kontynentalny

#### Miejsca w klasyfikacji generalnej
- sezon 2004/2005: 54.
- sezon 2005/2006: 39.
- sezon 2006/2007: 28.
- sezon 2007/2008: 1.
- sezon 2008/2009: 17.
- sezon 2009/2010: 5.
- sezon 2010/2011: 6.
- sezon 2011/2012: 12.
- sezon 2012/2013: 21.
- sezon 2013/2014: 4.
- sezon 2014/2015: 20.
- sezon 2015/2016: 25.

#### Miejsca na podium chronologicznie
| Nr  | Data             | Miejscowość | Konkurencja              | Wynik zwycięzcy | Pozycja | Strata      | Zwycięzca                  |
| --- | ---------------- | ----------- | ------------------------ | --------------- | ------- | ----------- | -------------------------- |
| 1.  | 12 stycznia 2008 | Liberec     | Gundersen HS134/15 km    | 37:58.6 min     | 2.      | +44.0 s     | Mikko Kokslien             |
| 2.  | 13 stycznia 2008 | Liberec     | Sprint HS134/7.5 km      | 17:14.2 min     | 1.      | -           | -                          |
| 3.  | 18 stycznia 2008 | Chaux-Neuve | Sprint HS100/7.5 km      | 20:39.3 min     | 2.      | +0.1 s      | Eric Camerota              |
| 4.  | 20 stycznia 2008 | Chaux-Neuve | Sprint HS100/7.5 km      | 19:52.8 min     | 3.      | +10.1 s     | Mikko Kokslien             |
| 5.  | 15 lutego 2008   | Iiyama      | Sprint HS89/7.5 km       | ?               | 1.      | -           | -                          |
| 6.  | 17 lutego 2008   | Hakuba      | Start masowy HS131/10 km | 246.8 pkt       | 1.      | -           | -                          |
| 7.  | 19 lutego 2008   | Hakuba      | Gundersen HS131/15 km    | ?               | 2.      | +12.7 s     | Mark Schlott               |
| 8.  | 14 marca 2008    | Pragelato   | Gundersen HS140/15 km    | 42:13.0 min     | 2.      | +52.8 s     | Alessandro Pittin          |
| 9.  | 14 grudnia 2008  | Park City   | Gundersen HS134/10 km    | 29:59.3 min     | 3.      | +31.0 s     | Todd Lodwick               |
| 10. | 24 stycznia 2009 | Kranj       | Gundersen HS140/15 km    | 23:49.7 min     | 3.      | +10.6 s     | Mitja Oranič               |
| 11. | 9 stycznia 2010  | Otepää      | Gundersen HS100/10 km    | 25:20.2 min     | 2.      | +13.0 s     | Håvard Klemetsen           |
| 12. | 7 lutego 2010    | Eisenerz    | Gundersen HS140/15 km    | 26:46.5 min     | 3.      | +12.7 s     | Tomaz Druml                |
| 13. | 6 marca 2011     | Kuopio      | Gundersen HS127/10 km    | 25:49.4 min     | 3.      | +46.4 s     | Dominik Dier               |
| 14. | 11 marca 2011    | Høydalsmo   | Gundersen HS94/10 km     | 27:45.9 min     | 1.      | -           | -                          |
| 15. | 12 marca 2011    | Høydalsmo   | Gundersen HS94/10 km     | 26:55.3 min     | 1.      | -           | -                          |
| 16. | 22 stycznia 2012 | Høydalsmo   | Gundersen HS94/10 km     | 27:14.5 min     | 2.      | +3.6 s      | Carlos Kammerlander        |
| 17. | 11 stycznia 2013 | Czajkowski  | Gundersen HS140/10 km    | 27:12.4 min     | 2.      | +29.1 s     | Shun Yamamoto              |
| 18. | 11 stycznia 2014 | Høydalsmo   | Gundersen HS94/10 km     | 24:12.9 min     | 2.      | +2.9 s      | Sepp Schneider             |
| 19. | 12 stycznia 2014 | Høydalsmo   | Gundersen HS94/10 km     | 24:28.3 min     | 2.      | +0.5 s      | Armin Bauer                |
| 20. | 7 lutego 2014    | Klingenthal | Gundersen HS140/10 km    | 28:29.7 min     | 2.      | +13.9 s     | Wolfgang Bösl              |
| 21. | 9 lutego 2014    | Klingenthal | Gundersen HS140/10 km    | 27:09.1 min     | 2.      | +24.3 s     | Sepp Schneider             |
| 22. | 21 lutego 2014   | Eisenerz    | Gundersen HS100/10 km    | 24:13.2 min     | 2.      | +1.7 s      | Truls Sønstehagen Johansen |
| 23. | 22 lutego 2014   | Eisenerz    | Gundersen HS100/10 km    | 25:41.2 min     | 1.      | -           | -                          |
| 24. | 12 grudnia 2014  | Park City   | Gundersen HS100/10 km    | 29:17.2 min     | 3.      | +57.6 s     | Tomaz Druml                |
| 25. | 23 stycznia 2016 | Pjongczang  | Gundersen HS109/10 km    | 25:19.0 min     | 3.      | +1:12.8 min | Harald Lemmerer            |
| 26. | 24 stycznia 2016 | Pjongczang  | Gundersen HS109/10 km    | 26:47.9 min     | 2.      | +11.0 s     | Tobias Simon               |

### Letnie Grand Prix

#### Miejsca w klasyfikacji generalnej
- 2006: 5.
- 2007: 15.
- 2008: nie brał udziału
- 2009: niesklasyfikowany
- 2010: 12.
- 2011: 37.
- 2012: 40.
- 2013: nie brał udziału
- 2014: 23.
- 2015: 33.

#### Miejsca na podium chronologicznie
Pichlmayer nie stał na podium indywidualnych zawodów LGP.